# Anchusella
Anchusella ist eine Pflanzengattung, die zur Familie der Raublattgewächse (Boraginaceae) gehört. Sie ist mit nur zwei Arten im zentralöstlichen Mittelmeerraum vertreten.

## Beschreibung

### Vegetative Merkmale
Die Anchusella-Arten sind einjährige, krautige Pflanzen. Die oberirdischen Pflanzenteile besitzen eine striegelige Behaarung. Die bis zu 50 Zentimeter langen Stängel sind niederliegend-aufsteigend bis aufsteigend, selten aufrecht.
Die borstig behaarten Grundblätter sind zur Blütezeit oft vertrocknet. Die ungestielten, nach oben zunehmend kleineren Stängelblätter sind dreieckig-eiförmig, geschweift gezähnt und ebenfalls borstenhaarig mit durchsichtigen, steifen Trichomen, die am Grund eine weißliche Verdickung besitzen und vor allem entlang der Spreitenränder und der Blattadern verteilt sind.

### Generative Merkmale
Der endständige, unverzweigte Blütenstand ist ein vielblütiger Doppelwickel. Die 1 bis 3 mm lang gestielten Blüten stehen in den Achseln eiförmiger, zugespitzter, borstig behaarter, oft purpurn überlaufener Tragblätter, die im unteren Teil des Blütenstandes zur Blütezeit die halbe Länge des Kelches erreichen und sich bis zur Fruchtreife auf 7 bis 8 mm verlängern.
Die zwittrigen Blüten sind fünfzählig mit doppelter Blütenhülle. Die fünf Kelchblätter sind nur an ihrer Basis verwachsen. Die fünf borstenhaarigen, purpurfarben überlaufenen Kelchzipfel sind bei einer Länge von 6 bis 8,5 Millimetern schmal dreieckig. Die zygomorphe Krone besteht aus einer geraden bis schwach gekrümmten, 6 bis 7 mm langen Röhre und einem schief stehenden Saum mit ungleichen, 6 bis 8 mm langen Kronzipfeln. Die Kronröhre weist fünf behaarte Schlundschuppen auf.
Das Androeceum besteht aus drei verkümmerten Staminodien und zwei großen fruchtbaren Staubblättern, die auf der Ventralseite im oberen Teil der Kronröhre ansitzen und den Grund der Schlundschuppen erreichen. Die Staubfäden sind am Grund zusammengedrückt und verbreitert. Die 1,5 bis 1,7 mm langen, hellvioletten Staubbeutel sind mit ihrem oberen Drittel an den Staubfäden eingefügt.
Der gynobasische, am Grund der Klausen stehende Griffel ist schwach gebogen und endet in einer zusammengedrückten Narbe, die aus zwei schief gestutzten, mehr oder weniger spitzen, mit Papillen dicht bedeckten Lappen besteht. Die Klausenfrucht zerfällt in vier mit einzelligen Papillen bedeckte Teilfrüchte, deren Ansatzstelle nur einen dünnen Rand aufweist.
Beide Arten sind diploid mit einer Chromosomenzahl von 2n = 16.

## Systematik und Verbreitung

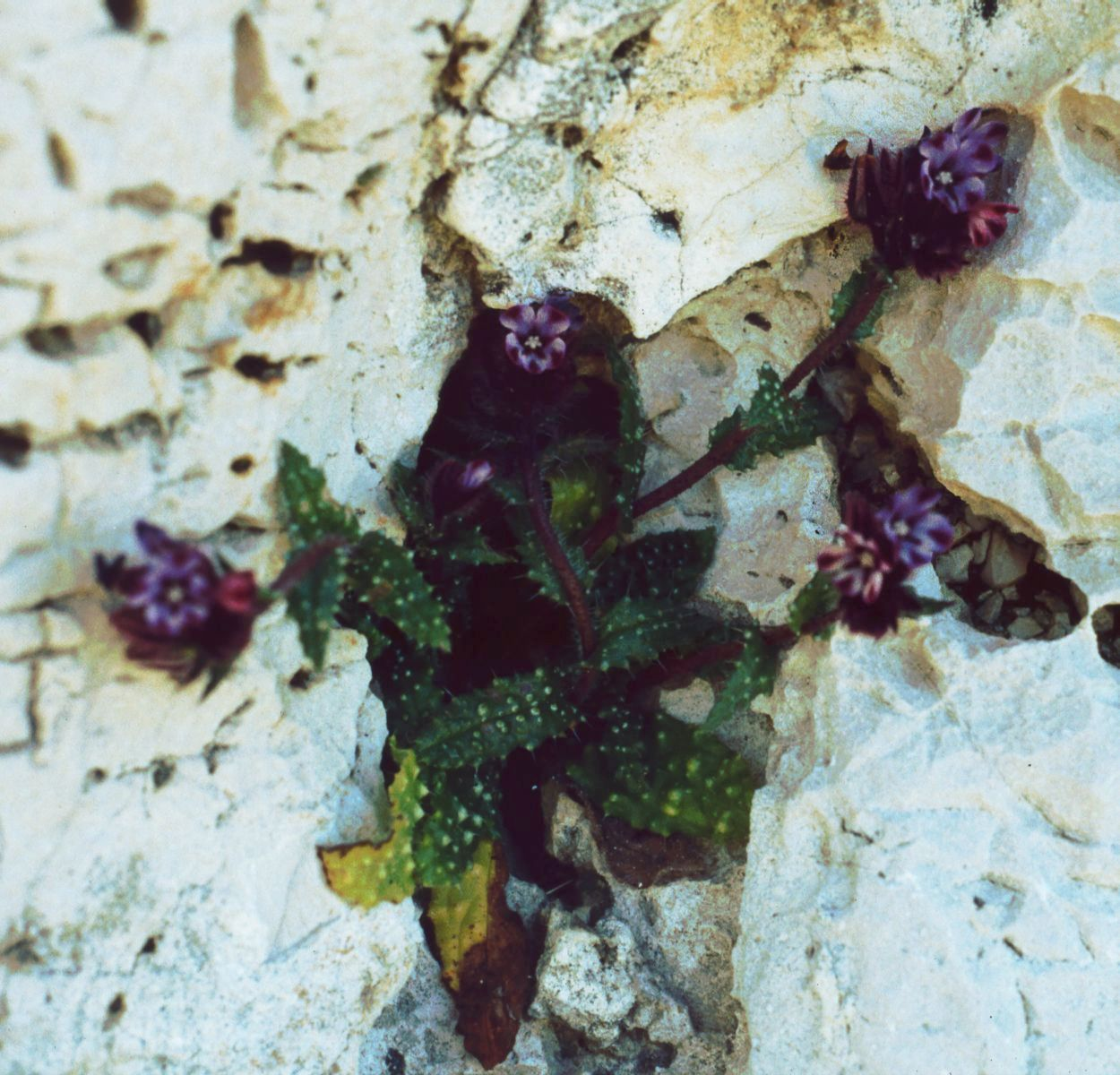
Anchusella variegata

Die Gattung Anchusella gehört zur Tribus Boragineae in der Unterfamilie Boraginoideae innerhalb der Familie der Raublattgewächse (Boraginaceae). Die beiden ursprünglich zu Lycopsis oder in eine weit gefasste Gattung Anchusa gestellten Arten wurden 1965 von Werner Greuter innerhalb Anchusa als Untergattung Rivinia abgetrennt.
Auf der Grundlage mikro- und makromorphologischer Untersuchungen, deren Ergebnisse im Einklang mit später erfolgten molekularsystematischen Untersuchungen stehen, erhielten sie 1997 von Massimo Bigazzi, Enio Nardi und Frederico Selvi den Rang einer Gattung Anchusella.
Die nur zwei Arten mit ihrer Verbreitung:
- Kretische Ochsenzunge[5] (Anchusella cretica (Mill.) Bigazzi, E.Nardi & Selvi, Syn.: Anchusa cretica Mill.):[2]  Sie kommt in Italien und entlang der Küsten des Adriatischen Meeres und des Ionischen Meeres an der Westseite der Balkanhalbinsel von Istrien bis zum südlichen Peloponnes vor.[1]
- Bunte Ochsenzunge[5] (Anchusella variegata (L.) Bigazzi, E.Nardi & Selvi, Syn.: Anchusa variegata (L.) Lehm.):[2] Sie kommt endemisch im südlichen Griechenland mit Schwerpunkten in Attika, auf dem Peloponnes, in West-Kreta und auf den westlichen Kykladen, im Norden an der Ionischen Küste bis Korfu, im Ägäischen Meer bis zur Nordküste[3], auf den Ostägäischen Inseln auf den Inseln Kalymnos und Leros vor.[6]